# Входной бонус
Входной бонус (известен также под названиями «Плата за полку», «Плата за вход», «Входной билет») — сумма, уплачиваемая производителем или поставщиком магазину (торговой сети) за включение товара в ассортимент магазина (за «попадание товара на полки» ретейлера).
Система входных билетов является общепринятой мировой практикой, сложившейся за десятилетия, традиционной частью взаимоотношений торговцев и производителей.
Существует мнение, что действия торговых сетей представляют угрозу для бизнеса, в первую очередь для малых и средних предприятий-производителей. Известны случаи скандалов и судебных разбирательств, посвященных конфликтам на почве барьеров на входе в сети. В частности, резонанс имели события, относящиеся к 2005 году, когда крупнейшие норвежские розничные сети были обвинены в нарушении правил честной конкуренции на волне возмущения общественности.
Представители розницы аргументируют свою позицию тем, что входной бонус является «фильтром», позволяющим отсеивать ненадежных партнеров, небольшие компании, которые не готовы обеспечивать качество продукции, бесперебойность и ритмичность поставок. Плата за полку служит доказательством серьёзности намерений контрагента и его заинтересованности в долгосрочном сотрудничестве. Среди многих производителей распространено лояльное отношение к подобным схемам взаимодействий.
В последнее время некоторые ретейлеры в России стали отказываться от практики входных билетов.

## Размеры входных бонусов
Примерные размеры входных бонусов:
- «Монетка» — 45 тысяч рублей (плюс 3 тысячи за каждую позицию) (данные на 2006 год)[7]
- Нижегородские магазины сети «Магнит» — 6 тысяч долларов за полгода за одну алкогольную позицию (2006 год)[8]

Согласно п. 4 статьи 9 Федерального закона от 28 декабря 2009 г. N 381-ФЗ «Об основах государственного регулирования торговой деятельности в Российской Федерации» соглашением сторон договора поставки продовольственных товаров может предусматриваться включение в его цену вознаграждения, выплачиваемого хозяйствующему субъекту, осуществляющему торговую деятельность, в связи с приобретением им у хозяйствующего субъекта, осуществляющего поставки продовольственных товаров, определенного количества продовольственных товаров. Размер указанного вознаграждения подлежит согласованию сторонами этого договора, включению в его цену и не учитывается при определении цены продовольственных товаров. Размер вознаграждения не может превышать десять процентов от цены приобретенных продовольственных товаров. Таким образом, в России входной бонус узаконен, однако размер его ограничен.

## Борьба с монополизмом
Федеральная антимонопольная служба России разрабатывает правила, обеспечивающие всем участникам рынка равные условия присутствия на прилавках: требования магазинов должны быть опубликованы магазинами и не должны меняться с момента публикации